# Dreyfus-affæren
Dreyfus-affæren drejede sig om den franske officer Alfred Dreyfus, som var af jødisk herkomst. Sagen delte det franske samfund i slutningen af 1800-tallet og viste sig at være justitsmord.
Dreyfus blev den 15. oktober 1894 arresteret for spionage. Han blev den 22. december 1894 dømt til livsvarigt fængsel på Djævleøen ud for Fransk Guyana i Sydamerika.
Beviset var en ikke-underskrevet følgeskrivelse med militære hemmeligheder angiveligt skrevet af Dreyfus. Dommen fandt i første omgang støtte i befolkningen. Men da der fortsat strømmede hemmelige oplysninger til Tyskland, voksede viljen til at rense Dreyfus.
På mange måder stod kampen om Dreyfus mellem venstrefløjen, som støttede republikken, og de konservative. Dreyfus' modstandere var til en vis grad antisemitter, som var bekymrede for at jødiske finansfyrster fik for stor magt i det franske samfund.
Allerede i juli 1895 opdagede oberstløjtnant Picquart, at det var en major Esterhazy, der havde skrevet de fatale følgeskrivelser; men krigsministeren og generalstaben modsatte sig, at der blev indledt en ny undersøgelse. I september 1896 kom det frem, at Dreyfus var blevet dømt på aktstykker, der hverken havde været forelagt ham eller hans forsvarer, men kun krigsrettens medlemmer. En følgeskrivelse blev nogle måneder senere affotograferet og trykt i et pariserblad, og 11 af Europas mest ansete skrifteksperter erklærede, at Dreyfus ikke havde skrevet den. Offentliggørelsen foranledigede, at mistanken på ny blev rettet mod major Esterhazy, og han blev stillet for retten, men frikendt 11. januar 1898 efter en mere end skandaløs proces.
Takket være bl.a. forfatteren Émile Zolas avisartikel "J'accuse" (Jeg anklager), der stod i avisen L'Aurore den 13. januar 1898, blev sagen genoptaget, og 3. juni 1899 blev krigsretsdommen underkendt og en ny sag berammet. Dreyfus blev dømt igen, men fik amnesti.
Dreyfus gik i gang med at samle nyt materiale, og i 1904 fik han sagen genoptaget, og 12. juli 1904 faldt dommen. Den lød, at alle de beskyldninger, der var rejst mod Dreyfus, var usande. Dommen fra Rennes blev dermed annulleret. Dreyfus blev genindsat i hæren, udnævnt til major og fik Æreslegionens Ridderkors som kompensation for 10 års vanære og pinsler.
Edouard Drumont var en fransk antisemit. Hans bog La France Juive (Det jødiske Frankrig) angreb jødernes rolle i Frankrig og agiterede for at lukke dem ude fra samfundet. Hans avis «La Libre Parole» havde samme synspunkt.
Drumont fik mange tilhængere og havde sit højdepunkt under dreyfussagen og var en af Dreyfus' mest højlydte modstandere.
I marts 2013 frigav det franske forsvars historiske afdeling (Service Historique de la Defense, SDH) alle også tidligere hemmeligholdte dokumenter om Dreyfus-affæren. De er frit tilgængelige på Internettet.